# Хэфэй Синьцяо (аэропорт)
Международный аэропорт Хэфэй Синьцяо (кит. 合肥新桥国际机场), (ИАТА: HFE, ИКАО: ZSOF) — коммерческий аэропорт, обслуживающий авиаперевозки городского округа Хэфэй (столицу провинции Аньхой, КНР). Расположен в 32 километрах от центра города.

## История
Строительство аэропорта началось в декабре 2008 года, общий объём инвестиций составил 3,728 миллиарда юаней. Порт открылся 30 мая 2013 года, в тот же день в Хэфэй Синьцяо были перенесены все рейсы из прежнего международного аэропорта Хэфэй Логан.

## Инфраструктура
Аэропорт эксплуатирует одну взлётно-посадочную полосу размерами 3400х45 метров (класс 4Е) с бетонным покрытием. Здание пассажирского терминала занимает площадь в 108 500 квадратных метров. Пропускная способность воздушной гавани составляет 11 миллионов пассажиров и 150 тысяч тонн грузов ежегодно.
К 2040 году планируется довести пропускную способность аэропорта до 42 миллионов пассажиров и 580 тысяч тонн грузов каждый год.